# Крештеловац
Крештеловац (хрв. Kreštelovac, мађ. Kristályfölde) је насељено место у општини Дежановац, Бјеловарско-билогорска жупанија, Хрватска.

## Историја
До територијалне реорганизације у Хрватској био је у саставу старе општине Дарувар.

## Становништво
У попису становништва из 2011. године, Крештеловац је имао 125 становника.
| Број становника према пописима | Број становника према пописима | Број становника према пописима | Број становника према пописима | Број становника према пописима | Број становника према пописима | Број становника према пописима | Број становника према пописима | Број становника према пописима | Број становника према пописима | Број становника према пописима | Број становника према пописима | Број становника према пописима | Број становника према пописима | Број становника према пописима | Број становника према пописима |
| ------------------------------ | ------------------------------ | ------------------------------ | ------------------------------ | ------------------------------ | ------------------------------ | ------------------------------ | ------------------------------ | ------------------------------ | ------------------------------ | ------------------------------ | ------------------------------ | ------------------------------ | ------------------------------ | ------------------------------ | ------------------------------ |
| 1857                           | 1869                           | 1880                           | 1890                           | 1900                           | 1910                           | 1921                           | 1931                           | 1948                           | 1953                           | 1961                           | 1971                           | 1981                           | 1991                           | 2001                           | 2011                           |
| 423                            | 523                            | 488                            | 517                            | 510                            | 512                            | 497                            | 546                            | 458                            | 468                            | 412                            | 305                            | 207                            | 172                            | 153                            | 125                            |

### Попис1991.
У попису становништва из 1991. године, Крештеловац је имало 172 становника, следећег националног састава:
| Попис 1991.‍  | Попис 1991.‍  | Попис 1991.‍ | Попис 1991.‍ | Попис 1991.‍ |
| ------------ | ------------ | ----------- | ----------- | ----------- |
|              |              |             |             |             |
| Мађари       | Мађари       |             | 73          | 42,44%      |
| Срби         | Срби         |             | 43          | 25,00%      |
| Хрвати       | Хрвати       |             | 21          | 12,20%      |
| Чеси         | Чеси         |             | 11          | 6,39%       |
| Југословени  | Југословени  |             | 5           | 2,90%       |
| Немци        | Немци        |             | 4           | 2,32%       |
| Словаци      | Словаци      |             | 1           | 0,58%       |
| неопредељени | неопредељени |             | 1           | 0,58%       |
| непознато    | непознато    |             | 13          | 7,55%       |
| укупно: 172  |              |             |             |             |

### Попис1910.
| Крештеловац | Крештеловац |
| --- | --- |
| језик | вера |
| <div style="border:solid transparent;position:absolute;width:100px;line-height:0; укупно: 512 Мађарски 332 (64,84%) Српски 111 (21,67%) Чешки 51 (9,96%) Хрватски 15 (2,92%) Немачки 3 (0,58%) - (-%) | укупно: 512 Римокатолици 348 (67,96%) Православци 111 (21,67%) Калвинисти 32 (6,25%) Лутерани 8 (1,56%) Јевреји 7 (1,36%) Гркокатолици 6 (1,17%) |